# Anti (àlbum)
Anti és el vuitè àlbum d'estudi de la cantant de Barbados Rihanna, llançat el 28 de gener del 2016 a través de les discogràfiques Westbury Road i Roc Nation. L'artista va començar planejant la gravació de l'àlbum en 2014 al mateix temps que va deixar el seu anterior discogràfica Def Jam per unir-se a Roc Nation. Els enregistraments van continuar fins a 2015, any en el qual la cantant va llançar tres senzills incloent l'internacionalment aclamat «FourFiveSeconds»; però finalment cap de les tres cançons van acabar fent part de l'àlbum. El treball discogràfic es va fer disponible per mitjà de descàrrega digital i gratuïta a través de la plataforma musical Tidal i va ser llançat per mitjà de compra digital el 29 de gener de 2016. Anti va ser llançat per mitjà de format físic a les botigues a nivell mundial el 5 febrer 2016.
Com a productora executiva, Rihanna va col·laborar amb diferents productors musicals com ara Jeff Bhasker, Boi-1da, DJ Mustard, Hit-Boy, Brian Kennedy, Timbaland i No I.D. per aconseguir el seu so desitjat que va acabar sent en la seva major part R & B. L'àlbum va comptar amb col·laboracions vocals com ara la de Drake i la seva nova sòcia SZA. «Work» va ser llançat com el primer senzill de l'àlbum el 27 de gener de 2016. Per promocionar l'àlbum Rihanna es va embarcar en la gira Anti World Tour que va iniciar a principis de març de 2016.
Atès que va ser llançat de manera gratuïta en els seus primers dos dies, va vendre 124.000 mil unitats durant la seva primera setmana als Estats Units i malgrat això va aconseguir posicionar-se en el primer lloc de la llista Billboard 200 convertint-se així en el segon número u de Rihanna després del seu anterior àlbum Unapologetic. L'àlbum va aconseguir la certificació de platí als Estats Units gràcies al fet que per mitjà de l'empresa de servei de streaming Tidal, les persones en aquest país van poder descarregar l'àlbum de manera gratuïta i legal, ja que Samsung havia prèviament comprat 1 milió de còpies del treball discogràfic de la cantant i gràcies a això va aconseguir ser certificat com disc de platí per la RIAA als dos dies de ser publicat.
Ja s'ha dit anteriorment, Anti es va convertir en el segon àlbum de Rihanna a posicionar-se al número 1 del Billboard 200, però al seu torn és l'àlbum de Rihanna que més setmanes ha estat en el top 10 d'aquesta llista amb un total de 33 setmanes, fet que mai havia ocorregut en tota la seva carrera musical. Avui dia, aquest àlbum acumula un total de 110 setmanes dins del top 100 de la llista Billboard 200.
Va ser declarat per la cadena de televisió Fuse TV el millor àlbum de 2016 dins de la seva llista dels 20 millors de l'any. Va obtenir dues nominacions als Grammys Awards (2017) com àlbum urbà contemporani i millor presència de gravació (edició Deluxe) igual que les cançons provinent d'aquest, com «Work» (millor enregistrament de l'any i millor interpretació pop / duo), «Needed Me» (millor interpretació R&B) i «Kiss It Better» (millor cançó R&B), sent l'únic i primer àlbum de Rihanna a tenir més de cinc nominacions (total, sis nominacions).
Després de 2 anys de llançament, Anti es troba en les llista dels àlbums més venuts dels Estats Units. Per 2018, estableix el rècord com l'únic àlbum en aconseguir que 8 de les seves cançons siguin número 1 a la llista del Billboard Dance Club Songs, on Work, Kiss It Better, Needed Me, Love On The Brain, Sex With Me, Pose, Desperado i Consideration, van liderar el cim de la llista.
Rihanna amb Anti, va aconseguir que sis dels seus cançons, siguin certificats platí als Estats Units, dues d'elles sense ser singles de l'àlbum. Després de 2 anys del seu llançament, ANTI és declarat oficialment el primer àlbum d'una artista femenina negra a ser certificat x3 platí als Estats Units, després de vendre 3.000.000 d'unitats per la RIAA, des de Unapologetic (2012), d'ella mateixa.

## Antecedents
Al novembre de 2012, Rihanna va llançar el seu setè àlbum d'estudi, Unapologetic. En la seva majoria és un disc pop i R&B, però incorpora elements de gèneres musicals com el dubstep i EDM. Unapologetic va rebre opinions mixtes dels crítics de la música i va debutar en la posició número u als Estats Units, Irlanda, Regne Unit, Suïssa i Noruega. L'àlbum va produir els èxits internacionals «Diamonds» i «Stay». Durant el 2013, Rihanna va promocionar el seu setè material discogràfic amb el Diamonds World Tour. Després d'haver llançat un àlbum anual entre el 2009 i 2012, la cantant no va llançar cap disc durant el 2013, 2014 i 2015. Va col·laborar amb Eminem en el tema «The Monster» (2013) i amb Shakira a Can‘t Remember to Forget You (2014). Al maig de 2014 es va anunciar que Rihanna va acabar el seu contracte amb Def Jam- causa que en el seu contracte se li permetia gravar amb aquest segell discogràfic 7 àlbums- i s'uniria a Roc Nation per completo. Rihanna va protagonitzar la pel·lícula animada Home (2015) al costat de Jim Parsons, Steve Martin i Jennifer Lopez. Per aquesta mateixa data va ser llançada la banda sonora de la pel·lícula, a través de West Bury Road i Roc Nation.

## Desenvolupament
L'espai de temps entre el llançament de l'anterior disc de Rihanna, Unapologetic, i Anti, és el més llarg que l'artista ha tingut al llarg de la seva carrera. El 8 d'octubre la cantant va publicar una foto d'ella mateixa treballant en el álbum. El cantant americà Ne-Yo, freqüent col·laborador de l'artista en una entrevista l'11 de novembre pel que fa a Anti va dir: "Les coses que he escoltat són absolutament increïbles. No podria parlar de com sona perquè em ficaria en problemes. Però definitivament crec que la gent gaudirà de l'àlbum. Qualsevol persona que sigui fan de Rihanna seguirà sent-ho i els que no ho són del tot, voldran convertir-se en un... només prepareu-vos-. " el 19 de novembre de 2014, en la catifa vermella de l'estrena del documental del director Andrew Jenks, Rihanna va dir a Entertainment Tonight, que el seu àlbum sortiria "molt aviat". A més, ha dit, "Estic molt entusiasmat amb la música que hem estat treballant, així que no puc esperar que la gent ho escolti." El 19 de novembre de 2014, durant la catifa vermella per a l'estrena del documental del director Andrew Jenks, '' It 's Not Over' ', Rihanna li va dir a Entertainment Tonight, que el seu àlbum donaria a llum "molt aviat". A més, ha dit, "Estic molt entusiasmat amb la música en què hem estat treballant, així que no puc esperar que la gent ho escolti."
Rihanna va convidar a "centenars" dels seus fans a París per participar en la gravació d'un vídeo promocional el 18 de desembre de 2014. Es va informar que el clip podria estar associat amb el llançament de Anti. El 21 de gener de 2015, el raper nord-americà Kanye West va fer una aparició sorpresa al iHeartMedia Music Summit, on va parlar sobre la seva carrera, va reproduir algunes cançons que estarien pròximes a llançar-se, i va concloure amb una col·laboració amb Rihanna que "utilitzaria la guitarra acústica i un gran, l'alça de cor i la melodia amb una tornada enganxosa. Més endavant, va colpejar el seu ordinador portàtil i va sortir de l'escenari fent una ovació davant el públic ". Anteriorment, el 2 de gener, el productor Ty Dolla $ing va concedir una entrevista a la revista Billboard on es va revelar que ell, West, Rihanna i el músic anglès Paul McCartney havien treballat junts en una cançó, que encara havia de rebre el seu títol final.
Finalment, Rihanna va acabar sent la productora executiva de Anti i va treballar amb diversos productors, incloent a Jeff Bhasker, Boi1da, DJ mustard, Hit-Boy, Brian Kennedy, Timbaland i No ID. El productor nord-americà i col·laborador habitual, Kuk Harrell va produir tots els arranjaments vocals en les cançons. El disc va ser gravat en els estudis de Jungle City a la ciutat de Nova York, també a Westlake Recording Studios, Sandra Gale Estudis, Windmark Recording Studios a Los Angeles, SOTA Studios de Toronto i Twin Studios a París.

## Recepció de la crítica
Anti va rebre crítiques generalment favorables per part dels experts. En Metacritic, que assigna una qualificació normalitzada d'1 a 100 d'acord amb els comentaris de les publicacions de corrent principal, l'àlbum va rebre una puntuació mitjana de 73, basat en 26 opiniones. Caroline Framke de Vox el va descriure com un àlbum destinat a una "festa posterior més íntima", que trenca les expectatives i l'ha considerat com el millor àlbum de Rihanna fins a la data. Escrivint pel Toronto Sun, Darryl Sterdan diu l'àlbum "un menú eclèctic d'estils i gèneres, des del dancehall i el reggae electro-lligat "i va elogiar" la varietat i l'evitació de tendència." Lloant la seva producció i enginyeria, de The Plain Dealer, Troy L. Smith va observar que Anti" és la història de dos discs, 1 intent per part d'un artista en constant creixement per casar-se amb els dos costats de la seva personalitat musical, de vegades, amb resultats fascinants." Sarah Rodman de The Boston Globe ho va considerar com "un punt d'inflexió artístic i interessants de la seva carrera que fins al moment havia estat impulsada només per hits." El crític de TIME Nolan Feeney va pensar que Rihanna va mostrar creixement artístic a través de l'àlbum i el va anomenar "una obra de subtilesa inesperada d'un artista que poques vegades s'associa amb aquesta paraula." Així mateix, ha destacat "Love On The Brain" i "Higher" com grans interpretacions vocals de la seva carrera. Escrivint que el punt de vista és depriment, va concloure: "En l'exploració de la seva infelicitat al cim, Rihanna troba la seva veu més convincent fins ara."

## Lista de canciones
| N.º Títol                    | Escriptor(s) | Productor(s)                                       | Duració |
| ---------------------------- | --- | -------------------------------------------------- | ------- |
| 1. «Consideration» (amb SZA) | Solana Rowe · Tyran Donaldson · Robyn Fenty                                                                                                   | Scum · Kuk Harrell                                 | 02:41   |
| 2. «James Joint»             | Robert Shea Taylor · James Fauntleroy · Fenty                                                                                                 | Taylor · Harrell                                   | 01:13   |
| 3. «Kiss It Better»          | Jeff Bhasker · John Glass · Teddy Sinclair · Fenty                                                                                            | Bhasker · Glass John · Harrell                     | 04:13   |
| 4. «Work» (amb Drake)        | Jahron Braithwaite · Matthew Samuels · Allen Ritter · Rupert Thomas · Aubrey Graham · Fenty · Monte Moir                                      | Boi-1da · Harrel · Noah "40" Shebib                | 03:39   |
| 5. «Desperado»               | Krystin "Rock Monroe" Watkins · Mick Schultz · Fenty · Fauntleroy · D. Rachel                                                                 | Schultz · Harrell                                  | 03:06   |
| 6. «Woo»                     | Chauncey Hollis · Jacques Webster · Jeremih Felton · Abel Tesfaye · Fenty · Terius Nash · Rachel · Jean Baptist                               | Hit-Boy · Travis Scott · Harrell                   | 03:55   |
| 7. «Needed Me»               | Dijon McFartane · Fenty · Nick Audino · Lewis Hughes · Khaled Rohaim · Te Warbrick · Adam Feeney · Brittany Hazard · Charles Hinshaw · Rachel | DJ Mustard · Twice as Nice · Frank Dukes · Harrell | 03:14   |
| 8. «Yeah, I Said It»         | Tim Mosley, Bibi Bourelly · Evon Barnes · Daniel Jones · Chris Godbey · Jean-Paul Bourelly · Fenty                                            | Timbaland · Fade Majah · Jones · Harrell           | 02:13   |
| 9. «Same Ol' Mistakes»       | Kevin Parker | Parker · Harrell                                   | 06:37   |
| 10. «Never Ending»           | Chad Sabo · Fenty · Paul Herman · Dido Armstrong                                                                                              | Sabo · Harrell                                     | 03:22   |
| 11. «Love on the Brain»      | Fred Ball · Joseph Angel · Fenty | Ball · Harrell                                     | 03:44   |
| 12. «Higher»                 | Ernest Wilson · B. Bourelly · Fenty · Fauntleroy · Jerry Butler · Kenny Gamble · Leon Huff                                                    | No I.D · Harrell                                   | 02:00   |
| 13. «Close to You»           | Brian Seals · Fauntleroy · Fenty | Brian Kennedy · Harrell                            | 03:43   |

| N.º Títol              | Escriptor(s)                                                               | Productor(s)                       | Duració |
| ---------------------- | -------------------------------------------------------------------------- | ---------------------------------- | ------- |
| 14. «Goodnight Gotham» | Paul Epworth · Florence Welch · Fenty · C. Boggs                           | Mitus · Harrell                    | 01:28   |
| 15. «Pose»             | Hollis · B. Bourelly · Fenty · Webster                                     | Hit-Boy · Scott · Harrell          | 02:24   |
| 16. «Sex with Me»      | Braithwaite · Samuels · Feeney · Anderson Hernandez · Chris Hansen · Fenty | Boi-1da · Dukes · Vinylz · Harrell | 03:26   |

## Posicionamiento en listas

### Semanals
| País              | Llista                   | Millor posició |
| ----------------- | ------------------------ | -------------- |
| Alemanya          | German Albums Chart      | 3              |
| Austràlia         | Australian Albums Chart  | 5              |
| Àustria           | Austrian Albums Chart    | 7              |
| Bèlgica (Flandes) | Ultratop 100 Albums      | 8              |
| Bèlgica (Valonia) | Ultratop 100 Albums      | 8              |
| Canadà            | Canadian Albums Chart    | 1              |
| Dinamarca         | Denmark Albums Chart     | 3              |
| Escòcia           | Scottish Albums Chart    | 7              |
| Espanya           | Spanish Albums Chart     | 4              |
| Estats Units      | Billboard 200            | 1              |
| Estats Units      | Top R&B/Hip-Hop Albums   | 1              |
| Finlàndia         | Finnish Albums Chart     | 5              |
| França            | French Albums Chart      | 6              |
| Irlanda           | Irish Albums Chart       | 2              |
| Itàlia            | Italian Album Chart      | 10             |
| Nova Zelanda      | New Zealand Albums Chart | 5              |
| Països Baixos     | Dutch Albums             | 3              |
| Regne Unit        | UK Albums Chart          | 7              |
| Regne Unit        | UK R&B Albums            | 1              |
| Suècia            | Swedish Albums Chart     | 2              |
| Suïssa            | Swiss album chart        | 2              |

## Premis y nominacions deAnti
| Año  | Premiación                   | Categoría                                       | Resultado |
| ---- | ---------------------------- | ----------------------------------------------- | --------- |
| 2016 | Billboard Music Awards       | Top R&B Àlbum                                   | Nominat   |
| 2016 | MTV Video Music Awards Japan | Àlbum de l'any - Internacional                  | Nominat   |
| 2016 | American Music Awards        | Àlbum favorit - R&B/Soul                        | Guanyador |
| 2016 | Soul Train Music Awards      | Àlbum de l'any                                  | Nominat   |
| 2017 | Grammy Awards                | Àlbum Urbà Contemporani                         | Nominat   |
| 2017 | Grammy Awards                | Millor empaquetatge de gravació (Edició Deluxe) | Nominat   |

## Certificacions
| País         | Organisme certificador | Certificació | Vendes    | Ref.   |
| ------------ | ---------------------- | ------------ | --------- | ------ |
| Àustria      | IFPI — Austria         | Or           | 7 500     | [ 28 ] |
| Canadà       | Music Canada           | Or           | 40 000    | [ 29 ] |
| Dinamarca    | IFPI                   | Platí        | 20 000    | [ 30 ] |
| Estats Units | RIAA                   | 3× Platí     | 3 000 000 | [ 31 ] |
| França       | SNEP                   | Platí        | 100 000   | [ 32 ] |
| Mèxic        | AMPROFON               | Platí        | 60 000    | [ 33 ] |
| Polonia      | ZPAV                   | Platí        | 20 000    | [ 34 ] |
| Regne Unit   | BPI                    | Or           | 100 000   | [ 35 ] |
| Suècia       | GLF                    | Or           | 20 000    | [ 36 ] |

## Data de llançament
| Regió                 | Data                  | Format(s)                                                  | Discogràfica               | Edició(ns)         | Ref.          |
| --------------------- | --------------------- | ---------------------------------------------------------- | -------------------------- | ------------------ | ------------- |
| Tidal (alguns països) | 27 de gener de 2016   | Limitat - Llançament en descarga digital · Music streaming | Westbury Road · Roc Nation | Estàndard          | [ 37 ]        |
| Varis                 | 19 de gener de 2016   | Descarga digital                                           | Westbury Road · Roc Nation | Estàndard          | [ 38 ]        |
| Varis                 | 19 de gener de 2016   | Descarga digital                                           | Westbury Road · Roc Nation | Deluxe             | [ 39 ]        |
| Varis                 | 5 de febrero de 2016  | CD                                                         | Westbury Road · Roc Nation | Deluxe             | [ 40 ]        |
| Japó                  | 10 de febrero de 2016 | CD                                                         | Westbury Road · Roc Nation | Limitat            | [ 41 ]        |
| Turquia               | 23 de febrero de 2016 | CD                                                         | Westbury Road · Roc Nation | Estàndard; Digital | [ 42 ] [ 43 ] |
| Brasil                | 4 de març de 2016     | CD                                                         | Universal Music Brazil     | Estándar; Deluxe   | [ 44 ] [ 45 ] |